# 2587 Gardner
A 2587 Gardner (ideiglenes jelöléssel 1980 OH) a Naprendszer kisbolygóövében található aszteroida. Edward L. G. Bowell fedezte fel 1980. július 17-én.